# Тэндо-рю
Тэндо-рю (яп. 天道流) или Тэн-рю (яп. 天流) — древняя школа нагинатадзюцу, кэндзюцу, дзёдзюцу и кусаригамадзюцу, классическое боевое искусство Японии, основанное во второй половине 1500-х годов мастером по имени Сайто Ханган Дэнкибо Кацухидэ.

## История
Школа Тэндо-рю (в те времена просто Тэн-рю) была основана в 1582 году (по другим версиям: 1566, 1593) во времена периода Муромати мастером по имени Сайто Ханган Дэнкибо Кацухидэ (яп. 斎藤伝鬼坊 (斉藤伝鬼房勝秀(忠秀)). До создания собственного стиля Кацухидэ обучался техникам школы Касима Синто-рю под руководством Цукахары Бокудэна.
14-й глава школы, Митамура Акинори, представил техники Тэндо-рю в Женской школе Досися, Киото, в 1899 году.
В 1934 году Бутокукай основал тренировочные курсы по нагината для инструкторов боевых искусств. Руководителем этих курсов была назначена Митамура Тиё, 15-й глава школы Тэндо-рю.
В 2004 году руководство над школой перешло к 16-му сокэ по имени Митамуро Такэко. По состоянию на 2008 год Тэндо-рю входила в состав организации Нихон Кобудо Кёкай.
21 января 2010 года Митамуро Такэко скончалась.

## Генеалогия
Линия передачи традиций школы Тэндо-рю выглядит следующим образом:
1. Сайто Дэнкибо Кацухидэ, основатель;
2. Сайто Хогэн;
3. Сайто Усиносукэ;
4. Хинацу Сигэёси[11];
5. Хинацу Яносукэ Ёситада[11];
6. Симогавара Синнаи Ёсинага;
7. Окудайра Хиротакэ (яп. 奥平甚五兵衛広武);
8. Симогавара Синнаи Кадзюёси (Кадзукиё?) (яп. 下河原新内一恭);
9. Симогавара Синнаи Кадзуюки(?) (яп. 下河原新内一致);
10. Симогавара Бэндзо (яп. 下河原弁蔵一納);
11. Симогавара Юроку(?) Кадзухиро (яп. 下河原唯六一弘);
12. Симогавара Сэнитико(?) (яп. 下河原洗一霍)
13. Митамура Акинори (1847—1931);
14. Митамура Тиё (1885—1966);
15. Митамура Такэко (умерла 12 января 2010 года);